# Sierra de Guadarrama

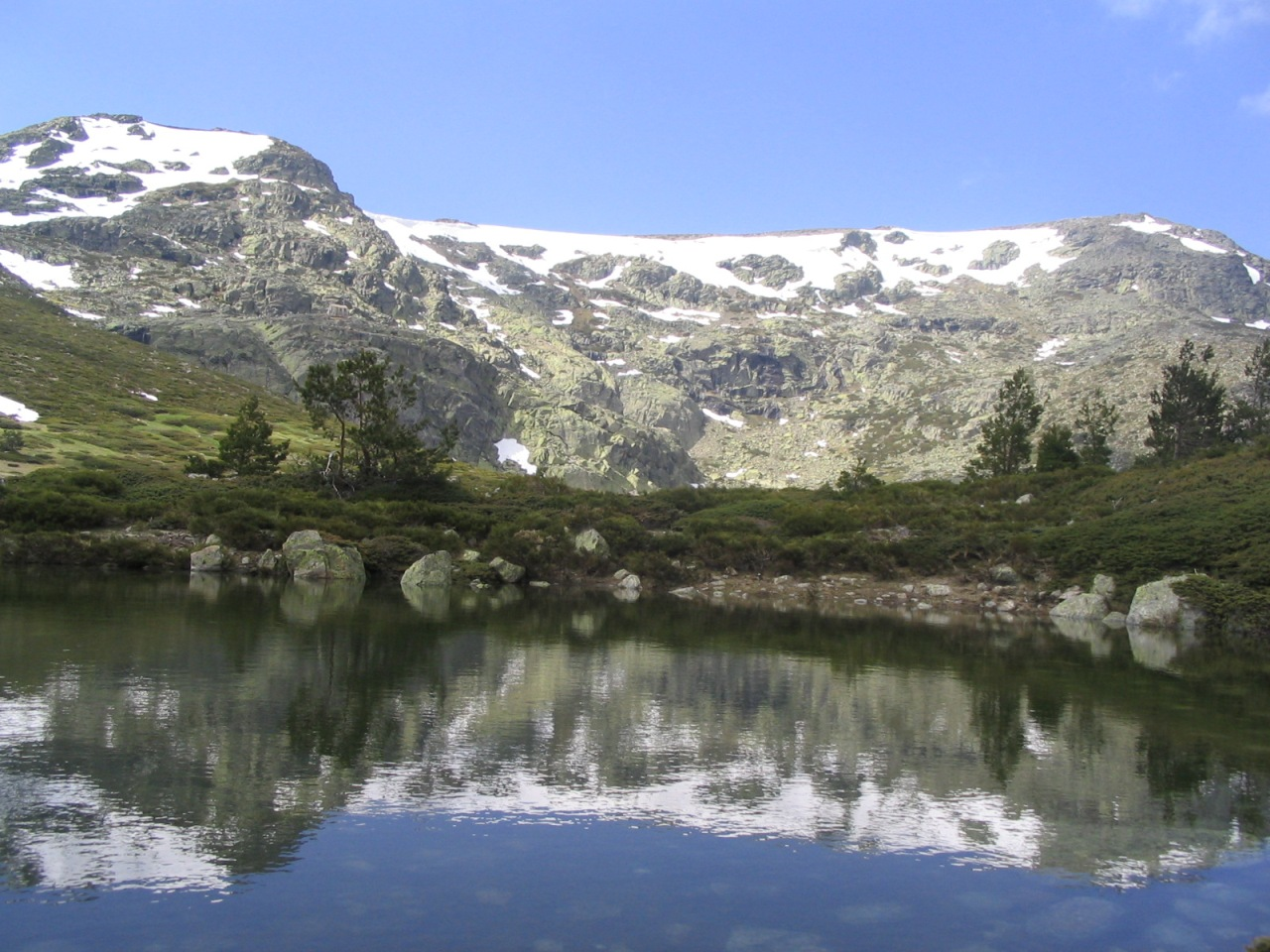
Peñalara, cel mai înalt vârf

Sierra de Guadarrama (Munții Guadarrama) este o zonă montană care formează porțiunea estică principală a Sistemului Central, sistemul de lanțuri montane din centrul Peninsulei Iberice. Ea se află între sistemele Sierra de Gredos din provincia Ávila și Sierra de Ayllón din provincia Guadalajara. 
Lanțul montan este situat pe direcția sud-vest-nord-est, întinzându-se din provincia Ávila aflată în sud-vest, prin comunitatea Madrid, până în provincia Segovia din nord-est. El are o lungime de aproximativ 80 de kilometri, iar vârful cel mai înalt este Peñalara, cu o altitudine de 2.428 de metri. 
Flora din Sierra de Guadarrama este caracterizată printr-o regiune de vegetație atlantică înaltă cu crânguri de ienupăr spaniol, pajiști montane, păduri de bucsău, păduri de pin și păduri de stejar de Pirinei și printr-o regiune de vegetație mediteraneană mai joasă cu păduri de stejar de stâncă. Pășunile din jurul vârfurilor sunt îngrădite cu dumbrăvi de ienupăr și bucsău. Munții abundă într-o varietate de specii sălbatice, cum ar fi ibexul din Pirinei, căprioara, cerbul lopătar, mistrețul, viezurele, diferite tipuri de nevăstuică, pisica sălbatică europeană, vulpea și iepurele. Cuibăresc aici numeroase păsări, inclusiv păsări de pradă precum vulturul imperial spaniol și vulturul negru eurasian. 
Apropierea lanțului montan de zona capitalei Madrid contribuie la un aflux de vizitatori. Lanțul montan este traversat de numeroase drumuri și căi ferate. S-a dezvoltat astfel o infrastructură turistică, care favorizează practicarea unor diverse sporturi montane. Afluxul de turiști reprezintă o amenințare pentru mediul natural fragil și pentru diversele habitate faunistice. 

## Descriere

### Orașe principale
Sierra de Guadarrama este înconjurat de centre rezidențiale proeminente, deoarece populația din zona Madridului dispune aici de numeroase reședințe secundare, ocupate în perioadele de vacanță. Populația din apropierea Comunității Madrid călătorește frecvent către zonele sud-estice ale acestor munți, dorind să-și petreacă vacanțele în apropierea munților. Cele mai importante orașe sunt San Lorenzo de El Escorial, Guadarrama, Navacerrada, Cercedilla, Manzanares el Real, Miraflores de la Sierra și Rascafría din comunitatea Madrid și Los Ángeles de San Rafael și San Ildefonso din provincia Segovia. Aceste orașe sunt puncte de plecare pentru ascensiunea pe pantele montane apropiate și conțin o infrastructură comercială adecvată turismului, având numeroase spații de cazare, restaurante și magazine. Localitățile situate la poalele munților se află la o altitudine mai mică de 1200 de metri. Sierra de Guadarrama servește ca fundal montan pentru orașele Madrid și Segovia, dar Segovia este situat mai aproape de zonele înalte decât Madridul. 

## Istoric
În 1808, în timpul Războiului Peninsular dintre Spania și Franța invadatoare, Bătălia de la Somosierra a avut loc în pasul Somosierra din munții Sierra de Guadarrama, unde spaniolii au fost învinși de trupele napoleoniene alcătuite în principal din lăncieri polonezi. De asemenea, acest lanț montan a reprezentat un front important în Bătălia de la Guadarrama din timpul Războiului Civil Spaniol (1936-1939), având loc mai multe ciocniri armate în pasurile montane între facțiunea republicană (loialistă) și facțiunea naționalistă (rebelă). Astăzi, tranșeele și locurile în care au avut loc lupte încă pot fi identificate în zona vârfurilor munților.

### Monumente și structuri de interes

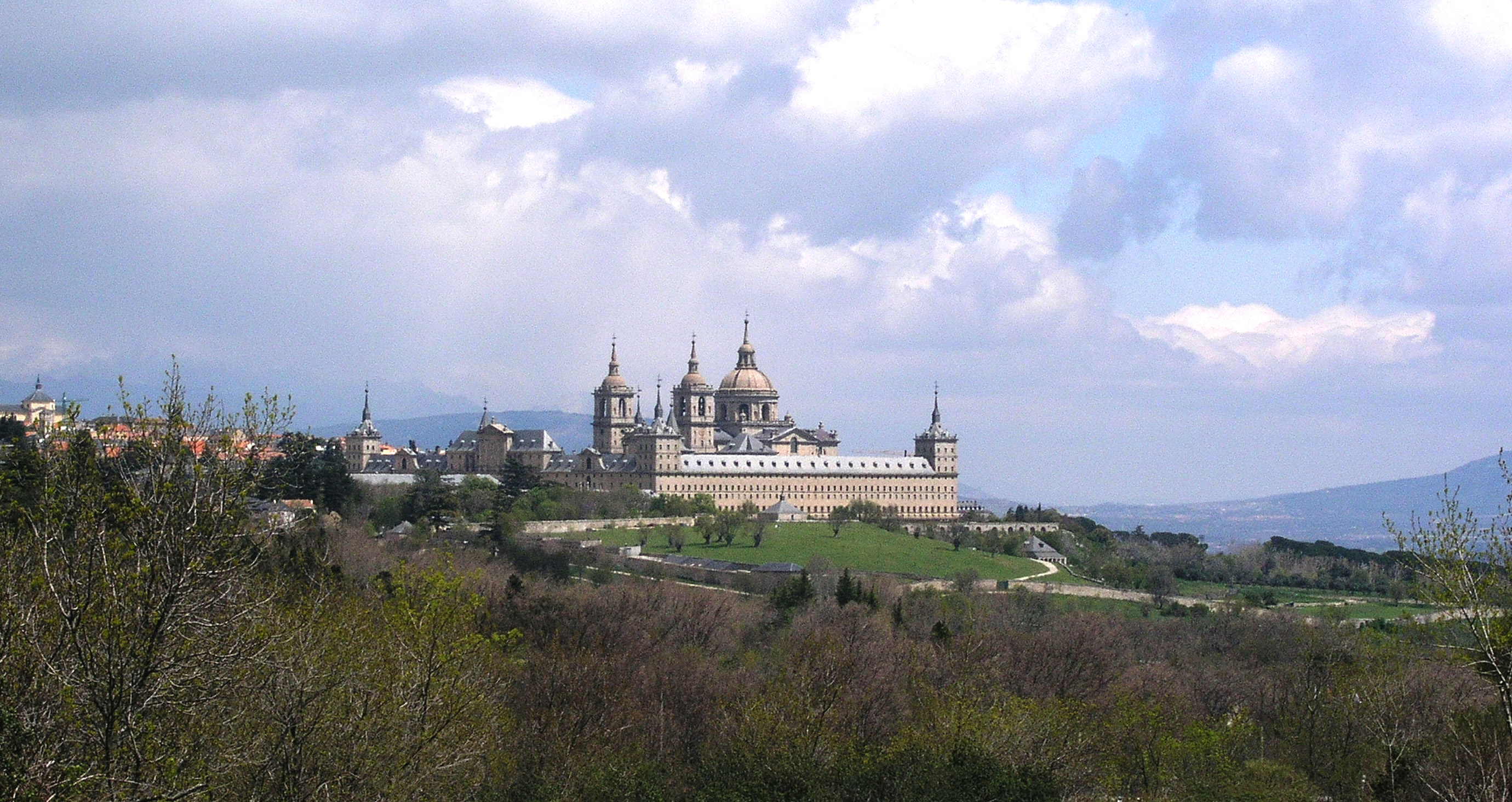
San Lorenzo de El Escorial.

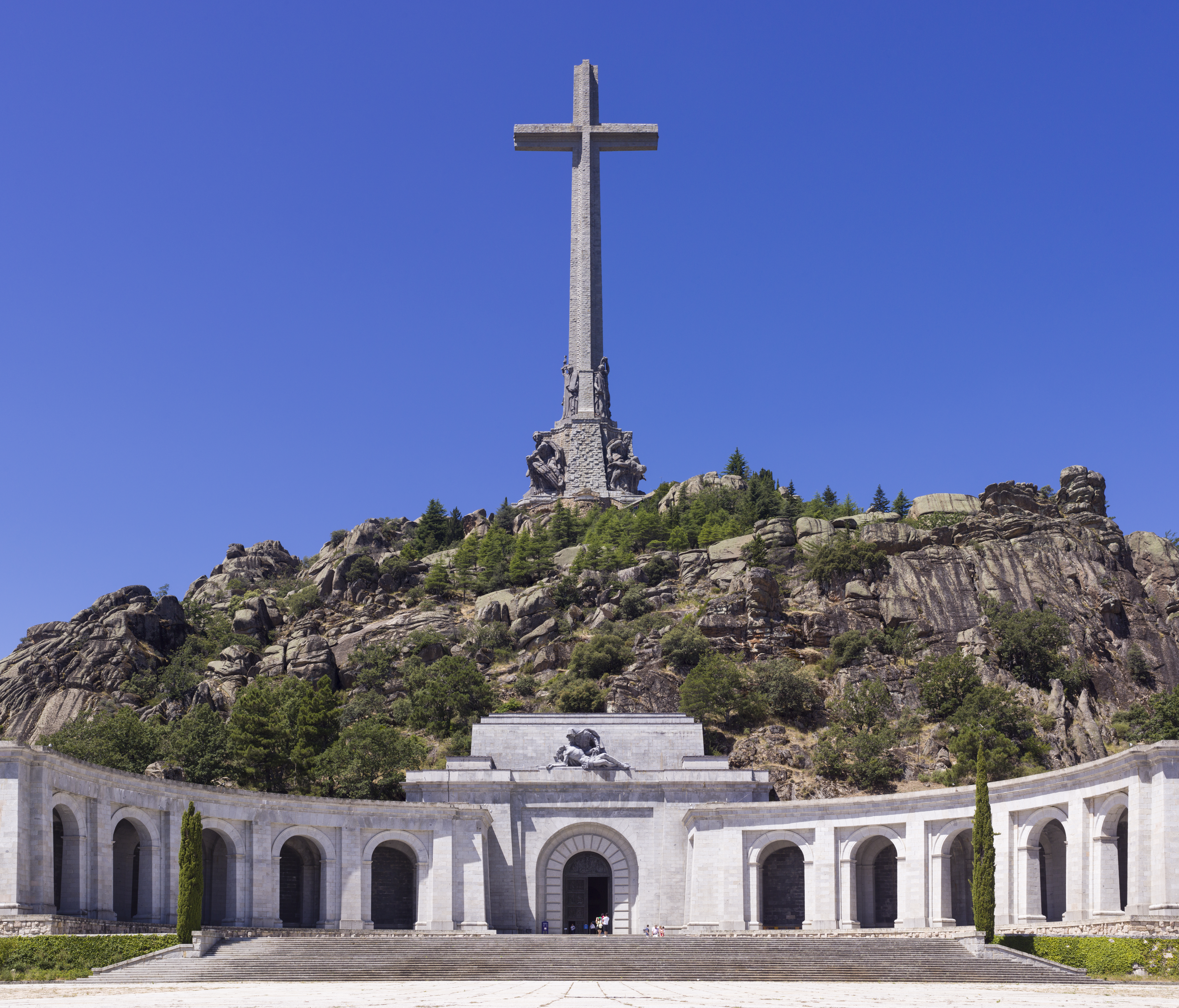
Santa Cruz del Valle de los Caídos.

Peisajul superb, climatul răcoros de vară și, în special, apropierea de orașele Madrid și Segovia au determinat construirea mai multor clădiri și monumente proeminente pe pantele munților Sierra de Guadarrama.
Mănăstirea regală El Escorial este un palat imens construit în orașul San Lorenzo de El Escorial pentru a comemora Bătălia de la Saint-Quentin (1557). Aici se află o mănăstire augustiniană, o bibliotecă și un muzeu. Proiectat de arhitecții Juan Bautista de Toledo și Juan de Herrera într-un stil clasic herrerian auster și construit între anii 1563 și 1584, el este modelat ca un complex dedicat memoriei martiriului Sfântului Laurențiu. Complexul reprezintă un depozit imens de obiecte de artă, conținând capodopere realizate de Tițian, Tintoretto, El Greco, Velázquez, Rogier van der Weyden, Paolo Veronese, Alonso Cano, José de Ribera, Claudio Coello și alții, precum și mii de manuscrise străvechi neprețuite. El Escorial a fost inclus de UNESCO în lista locurilor din patrimoniul cultural mondial.
În partea de nord a masivului Monte Abantos, înconjurat de păduri groase de pin, se află Santa Cruz del Valle de los Caídos („Sfânta Cruce a Văii celor căzuți”). Construit la inițiativa generalului Francisco Franco pentru a-i onora pe cei uciși în timpul Războiului Civil Spaniol, monumentul conține dedesubt rămășițele a 40.000 de militari morți, precum și capela unde se află mormântul lui Franco. Deasupra se ridică o cruce masivă de granit - înaltă de 150 m - care este vizibilă de la o depărtare de 50 km.

## Mituri și legende
În cursul secolelor, munții și zonele învecinate au dat naștere mai multor mituri și legende specifice: 
Prăpastia Păstorului
Se crede că în munții din apropiere de San Lorenzo de El Escorial a fost îngropată demult o comoară ascunsă. Mulți localnici au cercetat regiunea în căutarea acestui cufăr iluzoriu.
Potrivit acestei legende un anumit Rafael Corraliza, care administra averile Mănăstirii San Lorenzo, a fost cuprins de lăcomie și a intenționat să jefuiască trezoreria  mănăstirii. Într-o noapte Corraliza a scos din mănăstire un cufăr cu dubloni și s-a îndreptat spre Portugalia, mergând pe o potecă de munte, care ducea în cel mai apropiat sat, Robledondo. Cu toate acestea, în timpul încercării de traversare a zonei montane cunoscute sub numele de Prăpastia Păstorului, numită după o crevasă montană adâncă, un sfânt care păzea mănăstirea l-a făcut să cadă în prăpastia care l-a înghițit atât pe el, cât și aurul furat. În cursul timpului, abisul a fost acoperit cu ramuri de copac și cu pietre pentru a evita ca vitele sau orice altă persoană să sufere aceeași soartă ca tâlharul Corraliza.

## Legături externe

### Informații
- Official Website of Sierra de Guadarrama
- es  Information of the mountain range in Ascensiones Arhivat în 3 mai 2004, la Wayback Machine.
- es  Information of the mountain range in Montipedia
- es  News in Sierra de Madrid Arhivat în 26 februarie 2021, la Wayback Machine.

### Drumuri și poteci
- es  Ascensions to the principal mountains Arhivat în 29 martie 2012, la Wayback Machine.
- es  Treks and asccensions in the Guadarrama mountains in rutasserranas.net Arhivat în 31 martie 2010, la Wayback Machine.
- es  Treks in the Guadarrama mountains

### Diverse
- es  The Guadarrama mountains in Google Maps
- es  Meteorological prediction to Guadarrama mountains
- es  Webcams in Valdesquí and Puerto de Cotos